# Super Lily
Super Lily fue uno de los muchos tebeos en que Bruguera empleó al prefijo "super" tras "Super Pulgarcito" (1970) y, ya en 1972, "Super Mortadelo", "Super Tío Vivo" y "Super Zipi y Zape". Todos ellos tenían una extensión mayor que su contrapartida tradicional ("Lily", en este caso) y aparecían inicialmente cada cinco semanas en lugar de semanalmente.
"Super Lily" fue dirigida por Monserrat Vives y aparte de un póster, secciones sobre música, cine y televisión, correspondencia, pasatiempos o tests, contenía las siguientes series:
| Años | Números | Título                                     | Título original | Autoría        | Procedencia               |
| ---- | ------- | ------------------------------------------ | --------------- | -------------- | ------------------------- |
|      |         | Lily                                       |                 | Roberto Segura | "Lily"                    |
|      |         | Pura Calamidad                             |                 |                | Syndication International |
|      |         | Pili Ayuditas                              |                 |                | Syndication International |
|      |         | Susy Pelotilla                             |                 |                | Syndication International |
|      |         | Fina                                       | Bessie Bunter   | Reg Parlett    | Syndication International |
|      |         | Polvorilla, traviesa modistilla            |                 |                |                           |
|      |         | Pura Calamidad                             |                 |                | Syndication International |
|      |         | Los extraordinarios relatos del tío Arthur |                 |                | Syndication International |